# Nostalgia (Art Farmer)
Nostalgia è un album a nome The New Jazztet con Art Farmer e Benny Golson, pubblicato dalla Baystate Records nel 1984. Il disco fu registrato il 22 e 23 novembre 1983 al Vanguard Studios di New York (Stati Uniti).

## Tracce
Lato A
1. Autumn Leaves (Jacques Prévert, Johnny Mercer, Joseph Kosma)
2. Jam 'N' Boogie (Benny Golson)
3. Caribbean Runabout (Benny Golson)
4. Dark Eyes (Brano tradizionale)

Lato B
1. Red Dragonfly (Akatonbo) (Kosaku Yamada, Minoru Miki)
2. Solstice (Art Farmer)
3. From Dream to Dream (Benny Golson)

## Musicisti
- Art Farmer - flicorno
- Benny Golson - sassofono tenore, arrangiamenti
- Curtis Fuller - trombone
- Mickey Tucker - pianoforte
- Rufus Reid - contrabbasso
- Billy Hart - batteria